# Neophrynichthys
Neophrynichthys es un género de peces de la familia Psychrolutidae, del orden Scorpaeniformes. Este género marino fue descrito científicamente en 1876 por Albert Günther.

## Especies
Especies reconocidas del género:
- Neophrynichthys heterospilos K. L. Jackson & J. S. Nelson, 2000
- Neophrynichthys latus (F. W. Hutton, 1875)